# Fitzroy Stanhope
Henry Fitzroy Stanhope (ca. 1754 - 1828) foi um militar inglês que converteu a carruagem Gig, a qual recebeu o nome de Stanhope. Ele era filho de William Stanhope, 1° Duque de Harrington.